# Шатордон
Шатордон (фр. Châteauredon) насеље је и општина у Француској у региону Прованса-Алпи-Азурна обала, у департману Горњопровансалски Алпи која припада префектури Дињ ле Бен.
По подацима из 2011. године у општини је живело 87 становника, а густина насељености је износила 8,26 становника/km². Општина се простире на површини од 10,53 km². Налази се на средњој надморској висини од 613 метара (максималној 1.507 m, а минималној 573 m).

## Демографија
| 1962. | 1968. | 1975. | 1982. | 1990. | 1999. | 2011. |
| ----- | ----- | ----- | ----- | ----- | ----- | ----- |
| 34    | 40    | 40    | 56    | 67    | 96    | 87    |

График промене броја становника у току последњих година